# 임당천
임당천(任當千, ? ~ ?)은 전한 중기의 제후이다.

## 행적
아버지 임파호의 뒤를 이어 양기후(梁期侯)에 봉해졌다.
태시 4년(기원전 93년), 덤터기를 씌워 말 한 필을 15만 전에 팔아치우고, 5백 전 이상을 숨긴 죄로 작위가 박탈되었다.

## 출전
- 반고, 《한서》 권17 경무소선원성공신표

| 선대 아버지 임파호 | 전한의 양기후 ? ~ 기원전 93년 | 후대 (봉국 폐지) |